# Urmiasee
Der Urmiasee oder Urmia-See (persisch درياچهٔ اروميه, DMG Daryāče-ye Orūmīye; mittelpersisch Čēčast; aserbaidschanisch Urmiye Gölü; kurdisch Gola Urmiyê), zur Zeit der Pahlavi-Dynastie Rezaiye-See nach Reza Schah, ist der größte Binnensee in Iran und befindet sich im Grenzgebiet der iranischen Provinzen West-Aserbaidschan und Ost-Aserbaidschan. An seinem Ufer liegt die Stadt Urmia, deren Name sich von den syrisch-aramäischen Wörtern ur für „Stadt“ und mia für „Wasser“ ableitet und somit „Stadt am Wasser“ bedeutet.

## Beschreibung
Der See war bis vor wenigen Jahren 140 km lang, 55 km breit und hatte eine Fläche von 5470 km², war also zehnmal so groß wie der Bodensee. Seine durchschnittliche Tiefe lag bei nur rund 7 m, seine maximale Tiefe bei 16 m. Sein Wasserspiegel lag auf 1280 Metern Höhe. Der Salzgehalt des Sees beträgt bis zu 30 %, was etwa dem Salzgehalt des Toten Meeres entspricht. Messungen von 1999 zeigen aber eine Salinität von 21 bis 23 % an. Er bietet damit so gut wie keinen höheren Tier- und Pflanzenarten einen Lebensraum. Dem hohen Salzgehalt trotzen allerdings Salinenkrebse.
Der Urmiasee hat keinen Abfluss und bildet ähnlich wie der westlich der iranisch-türkischen Grenze in der Türkei liegende Vansee einen riesigen Steppensee. An seinen Ufern finden sich häufig Salzablagerungen. Der See entwässert ein Gebiet von 51.000 km². Der größte Zufluss ist der Zarrine-Rūd, der im Süden in den See mündet, gefolgt vom Aji Chay, der in den östlichen Teil mündet. Daneben gibt es noch 13 größere Zuflüsse und weitere Bäche. Durchschnittlich nimmt der See pro Jahr 6,9 km³ Wasser auf. Er zählt zu den endorheischen Gewässern, d. h., er wird nicht in ein Meer entwässert.

## Drohende Versalzung und Rettungsbemühungen

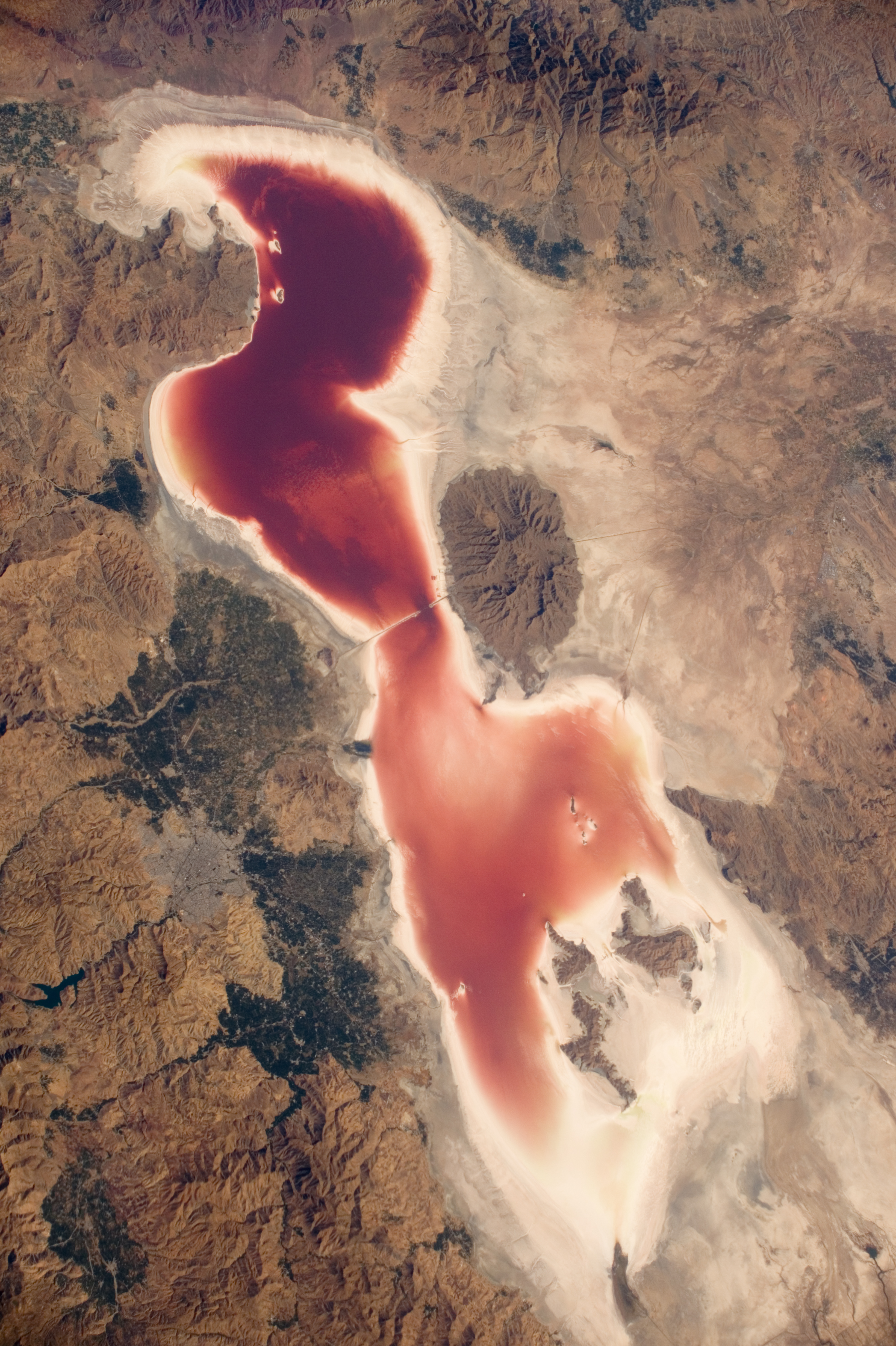
Urmiasee im Jahr 2016

Bedingt durch die Wasserkrise in Iran in den letzten Jahrzehnten durch klimatische und geographische Gegebenheiten, aber auch durch menschliche Ursachen, kommt es zu einer Änderung des Miniklimas. Durch Aufstauung der Zuflüsse sank der Wasserpegel in den letzten Jahrzehnten kontinuierlich. Im Jahr 2014 war die Oberfläche des Sees bereits auf ein Drittel der ursprünglichen Oberfläche geschrumpft. Dies hat zur Folge, dass in dem verbleibenden Seewasser die Konzentration des Salzes immer größer wurde und auf über 300 g pro Liter Seewasser stieg. Dies gefährdet unmittelbar die im See lebenden Salzwasserkrebse, die die Nahrung für viele Vogelarten am See darstellen.
Die Rettung des Sees rückte erstmals 2011 in den Fokus der Politik, als es in Täbris und Urmia erstmals zu größeren Demonstrationen gegen den zu sorglosen Umgang mit Wasser in der Region gab. Seitdem nutzt die Politik den See als Verhandlungsobjekt: Aus der lokalen Bevölkerung kommen Proteste und die Forderung nach Rettungsmaßnahmen, Wissenschaftler und Experten bemühen sich, Lösungen zu finden, die Politik fürchtet und verehrt den See gleichzeitig für seine „Fähigkeit, Menschen für eine gemeinsame Sache zu vereinen“ und reagiert nach Angaben von Human Rights Watch immer wieder mit Gewalt, Einschüchterung und Massenverhaftungen. Obwohl der Schaden für Landwirtschaft und Tourismus bis 2014 auf „mehrere hundert Milliarden Euro“ geschätzt worden sei und durch Salzstürme fast fünf Millionen Menschen von einer Umsiedlung bedroht sind, darunter die Metropolen Urmia und Täbris, sei die Finanzierung von Rettungsmaßnahmen schleppend verlaufen. Bis 2017 seien nach Angabe von Khalil Saei, Mitglied der Expertenkommission, erst ein Fünftel der bereits zugesagten 400 Millionen Euro zur Verfügung gestellt worden. Insbesondere die Wiederaufforstungsmaßnahmen waren damit nicht finanzierbar. Über geeignete Maßnahmen war das Parlament uneins. So wurde der Plan, Wasser aus dem Fluss Aras in den Urmiasee umzuleiten, vom Parlament abgelehnt. Zudem hätten ausgerechnet die Klassifizierung als Nationalpark weitere Hürden und Reglementierungen geschaffen, die die Rettung des Sees behindern.
Zwischenzeitlich stellte der Spiegel 2020 fest, übermäßiger Niederschlag in den letzten zwei Jahren und das staatliche Rettungsprogramm hätten dazu „beigetragen, dass sich der See zumindest in kleinen Teilen rehabilitiert.“ Auch Gary Lewis, der in Iran residierende Vertreter der UNO, verwies auf die Verbesserung der letzten Satellitenbilder. Seither haben jedoch Dürrejahre dazu geführt, dass der See um bis zu 90 Prozent seiner ursprünglichen Oberfläche geschrumpft ist (im Vergleich zum Revolutionsjahr 1979).
Im Februar 2023 wurde ein Zufluss eröffnet, der dem Urmiasee Wasser aus einem 36 km entfernten Stausee zuführt. In Iran wurde bekannt, das Projekt, das zwar schon 2015 geplant worden sei, habe erst nach dem Besuch von Ebrahim Raisi in der Provinz West-Aserbaidschan auch finanziert werden können. In der ersten Phase sollen jährlich 300 Millionen Kubikmeter Wasser vom Sib-Mineraldamm zum Urmia-See herangeführt werden, in der zweiten Phase soll der Zufluss auf 600 Millionen Kubikmeter gesteigert werden, allerdings die gesamte Naqadeh-Ebene und das Einzugsgebiet des Urmiasees versorgen. Weitere Projekte zur Rettung des Sees scheinen nicht finanziert worden zu sein, denn aus derselben Quelle zitiert der Nationale Widerstandsrat Iran Zahlen, wonach es 2015 rund 8800 Brunnen rund um den See gegeben habe, die jedoch nicht reduziert worden seinen, sondern bis 2022 auf rund 760.000 angewachsen seien und dem Grundwasser mehr als 46 Milliarden Kubikmeter Wasser entziehen. Die Zahlen sind nicht überprüfbar. Projektleiter zur Rettung des Sees Farhad Sarkhosh hatte dagegen im Januar 2019 gegenüber der staatlichen Nachrichtenagentur IRNA 100.000 Brunnen im Einzugsbereich des Sees genannt, davon werde etwa die Hälfte illegal betrieben.

## Geschichte
In der Antike waren die klimatischen Verhältnisse gemäßigter als heute. Der See, der in den assyrischen Quellen so wie der Vansee „Meer von Nairi“ heißt, war damals fischreich; in seiner Umgebung wuchsen Eichen- und Wacholderbäume. Die wurden, überwiegend in der Epoche der Sassaniden, zu 95 % abgeholzt. Die Besiedlung in Verbindung mit geringer werdendem Niederschlag führte zu einer Verschlechterung des Kleinklimas, was den See austrocknen und versalzen ließ. Einige Quellen sind der Meinung, dass der altpersische Prophet Zarathustra in der Nähe des Urmiasees geboren wurde.
Andere schreiben, dass er aus Baktrien stammte.

## Besonderheiten

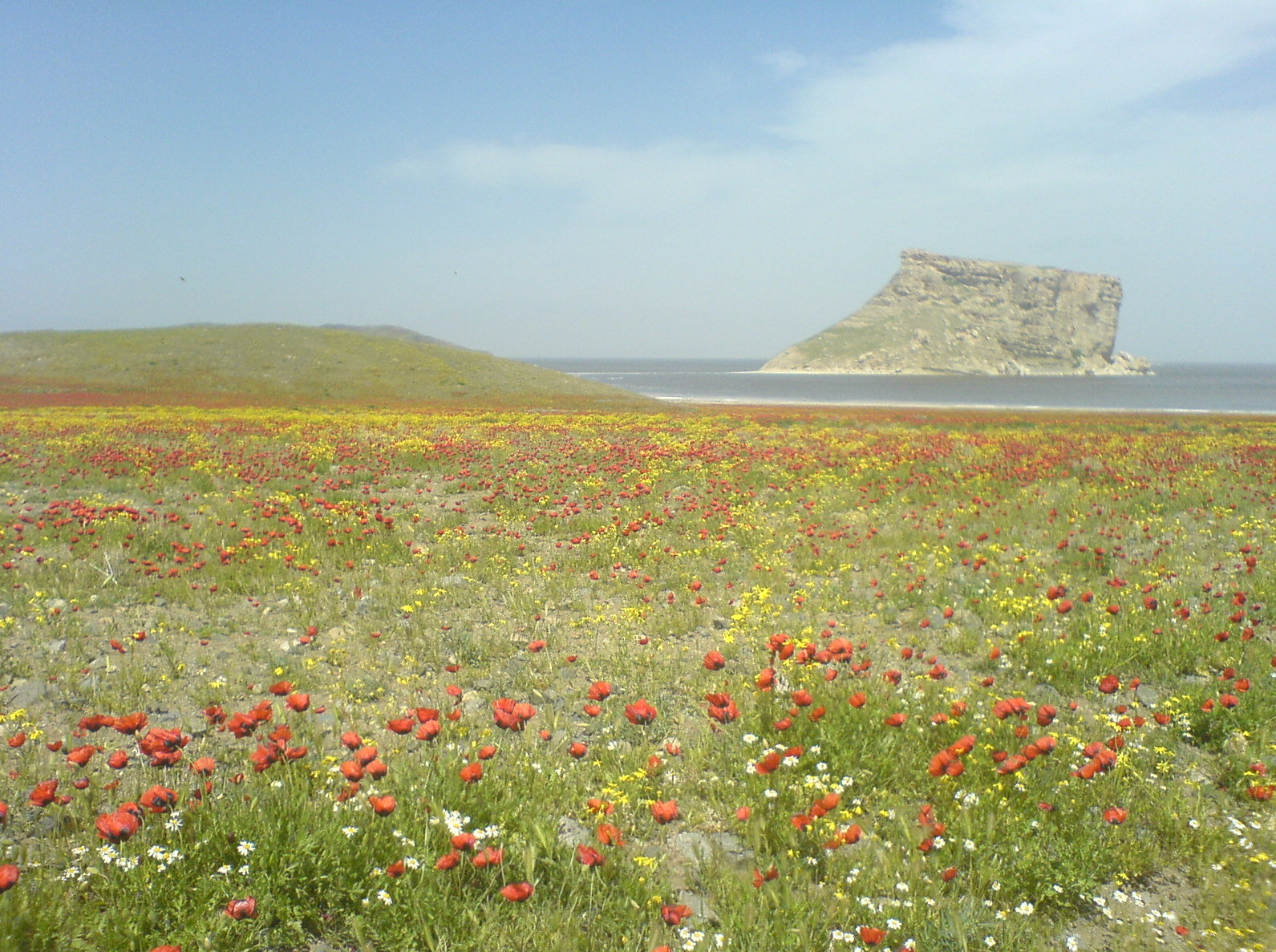
Kazem-Daschi (Mai 2006)

Auf der im See gelegenen Insel Kabūdān wurde im Jahr 1265 Hülegü, der mongolische Herrscher Irans, begraben. Die iranische Herrscherdynastie der Pahlavi hatte dort ihr Feriendomizil.
In den 1970er Jahren begann man damit, eine Brücke (Bozorgrah-e Shahid Kalantari 37° 47′ 32,8″ N, 45° 22′ 30,8″ O) über den See zu bauen, um die Hauptstädte der Provinzen West- und Ost-Aserbaidschan, Urmia und Täbris, schneller zu verbinden. Nach der Revolution 1979 wurde der Bau eingestellt (siehe Luftaufnahme 1984), doch 2000 wieder aufgenommen (siehe Satellitenbild 2003). Die erste der drei zentralen Stahlbrücken wurde am 17. November 2008 eröffnet, die Eröffnung der beiden anderen Brücken erfolgte in den darauffolgenden Jahren.
Ein Gebiet von 463.600 ha um den See ist seit 1976 als UNESCO-Biosphärenreservat klassifiziert, das unter anderem Flamingos und Pelikanen eine Heimat bietet, die sich unter anderem von den Krebsen aus dem See ernähren. Auf einigen Inseln wachsen Pistazienwälder. Auf der Insel Kabūdān wurden Armenische Wildschafe angesiedelt, die sich daraufhin stark vermehrten. Als der Bestand etwa 3000 Tiere erreicht hatte und enorme Schäden an der Vegetation zu verzeichnen waren, wilderte man zwei Leoparden aus, in der Hoffnung, dass die Raubkatzen die Bestände der Wildschafe regulieren würden. Die Leoparden bekamen sogar mindestens ein Junges, doch blieb die Ansiedlung insgesamt erfolglos und seit 1984 verlor sich ihre Spur. Mittlerweile werden jedes Jahr etwa 200–500 Wildschafe durch die Parkverwaltung entfernt.
Auf der Insel wurde auch eine Population des seltenen Mesopotamischen Damhirschs ausgewildert.
Die bekannteste Insel ist die am nordwestlichen Ufer gelegene Felsformation Kazem-Daschi (persisch کاظم ‌داشی, DMG Kāẓem-Dāšī, auch Ghirkhlar 38° 3′ 26″ N, 45° 11′ 50″ O) zwischen den Provinzen Ost- und West-Aserbaidschan. Das Massiv war einst ein in Ufernähe aus dem Wasser ragender markanter Felsen mit schrägem Hochplateau. Er bot in der Geschichte mehrfach sieben umliegenden Dörfern Schutz vor militärischen Gefahren, darunter im Ersten Weltkrieg, und wird deshalb auch „Lebensraum von vierzig Männern“ genannt. Die ehemalige Insel ist heute aufgrund des sinkenden Wasserspiegels mit dem Festland verbunden und gilt als historische Sehenswürdigkeit. Benannt ist sie nach dem Kommandeur der Dorfwache „Kazem Khan“.

Schrumpfung des Urmiasees von 1984 bis 2014